# Мирне (Шепетівський район)
Ми́рне — село в Україні, у Сахновецькій сільській громаді Шепетівського району Хмельницької області. Населення становить 132 особи.

## Населення

### Мова
Розподіл населення за рідною мовою за даними перепису 2001 року:
| Мова       | Кількість | Відсоток |
| ---------- | --------- | -------- |
| українська | 131       | 99.24%   |
| російська  | 1         | 0.76%    |
| Усього     | 132       | 100%     |

## Географія
Від села на північній стороні пролягає автошлях Р32.